# Dnopolje
Dnopolje är en ort i Kroatien.   Den ligger i länet Lika, i den centrala delen av landet, 140 km söder om huvudstaden Zagreb. Dnopolje ligger 687 meter över havet och antalet invånare är 158.
Terrängen runt Dnopolje är lite bergig. Runt Dnopolje är det mycket glesbefolkat, med 4 invånare per kvadratkilometer. Dnopolje är det största samhället i trakten. I omgivningarna runt Dnopolje växer i huvudsak lövfällande lövskog.